# Republika Litewska (1918–1940)

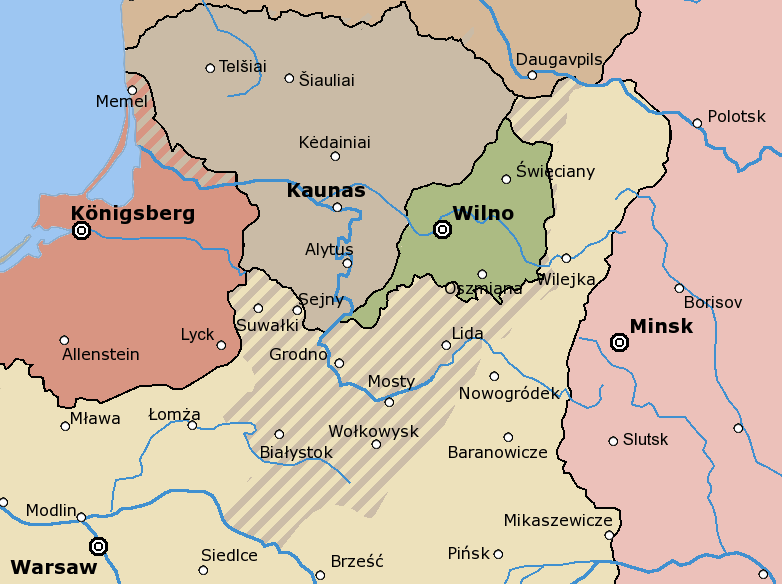
Formowanie się państwa litewskiego 1918–1923. Zaznaczone terytoria: Królestwa Litwy po traktacie brzeskim (1918), Litwy Środkowej (1920–1922) i Kraju Kłajpedzkim (1920–1923 Liga Narodów, 1923–1939 autonomia w granicach Republiki Litewskiej)

Republika Litewska (lit. Lietuvos Respublika) – okres państwowości państwa litewskiego, mający miejsce w latach 1918–1940. Początkiem odrodzenia państwowości było ogłoszenie niepodległości i przekształcenie Królestwa Litwy w republikę (2 listopada 1918), końcem zaś rozpoczęcie okupacji (15 czerwca 1940) przez Armię Czerwoną i aneksja przez ZSRR (3 sierpnia 1940).
W Polsce w odniesieniu do tego państwa często używano określenia Litwa kowieńska, które pochodziło od jej ówczesnej stolicy – Kowna. Jednocześnie Wilno pozostawało stolicą Litwy de iure – zgodnie z zapisem w litewskiej konstytucji.

## Geografia i środowisko naturalne

### Obszar, podział administracyjny i granice
Międzywojenna Republika Litewska w ciągu swego istnienia kilkakrotnie zmieniała wielkość swego terytorium. Na skutek przyłączenia Litwy Środkowej do Polski w 1921 r. obszar państwa wyniósł 52 822 km². Na skutek przyłączenia w 1923 roku Kraju Kłajpedzkiego o powierzchni 2848 km² powierzchnia kraju zwiększyła się do 55 670 km². Utrata w marcu 1939 r. Kłajpedy z przyległościami na rzecz III Rzeszy została wyrównana przez przekazanie 28 października 1939 Litwie przez ZSRR okupowanej po agresji na Polskę Wileńszczyzny. Działania te spowodowały wzrost terytorium państwa litewskiego o 6880 km², co spowodowało, że Litwa obejmowała terytorium o powierzchni 59 702 km².
Długość granic z poszczególnymi państwami przed marcem 1939 roku:
- Łotwa – 570 km
- Polska – 525 km (na odcinku 41 km granica przebiegała na rzece Niemen)
- Niemcy (Prusy Wschodnie) – 272 km (na odcinku 113 km granica przebiegała na rzece Niemen)
- Morze Bałtyckie – 90 km (w tym 60 km to Mierzeja Kurońska)

W sumie: 1457 km.
Długość granic z poszczególnymi państwami pod koniec 1939 roku:
- Łotwa – 570 km
- ZSRR – 370 km
- Niemcy – 362 km
- Morze Bałtyckie – 18,5 km

W sumie: 1320,5 km.

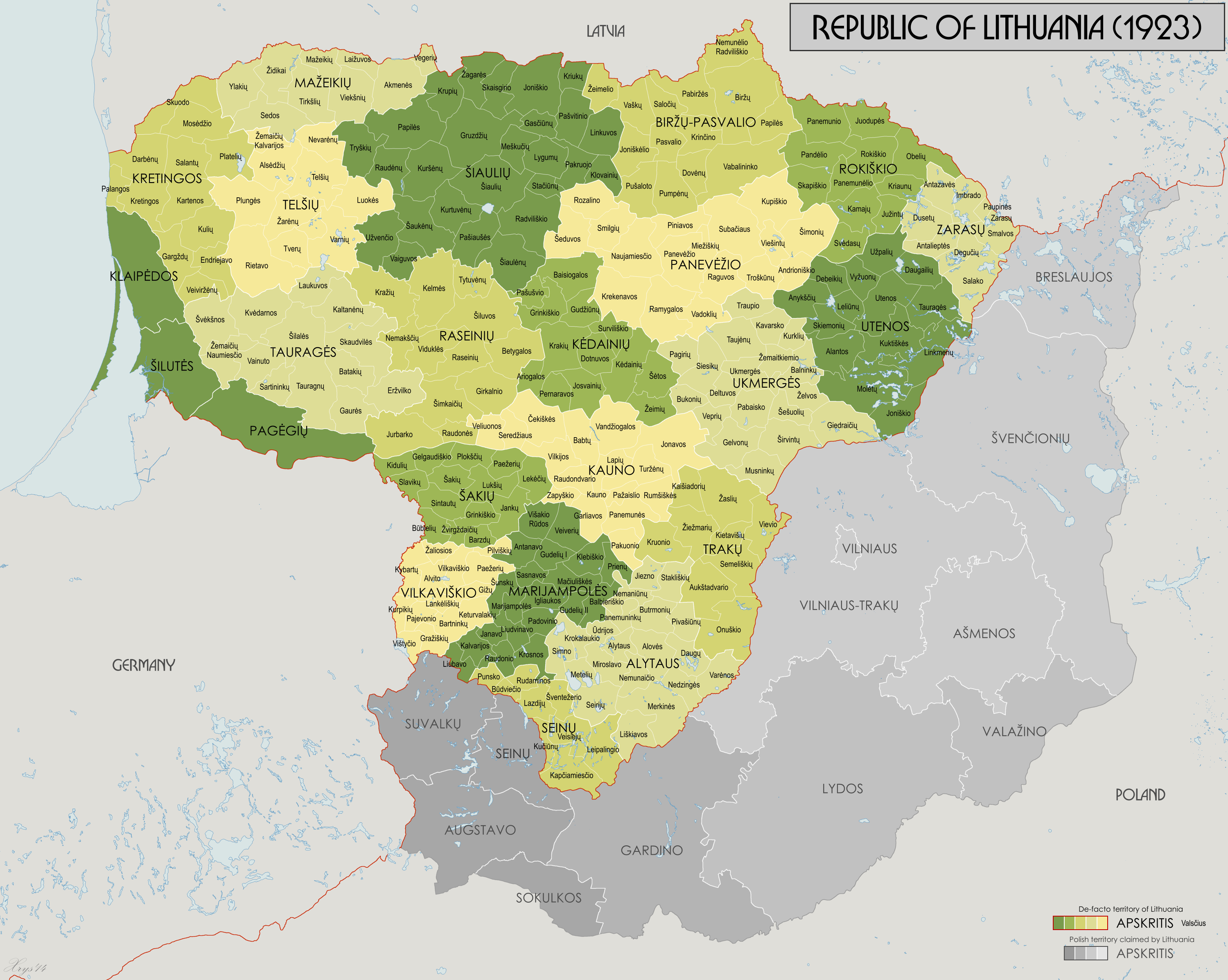
Podział administracyjny międzywojennej Republiki Litewskiej

Podział administracyjny Litwy do marca 1939 (bez okręgu Kłajpedy) na 20 powiatów: Birże-Poswol, Jeziorosy, Kiejdany, Koszedary, Kowno, Kretynga, Mariampol, Możejki, Olita, Poniewież, Rakiszki, Rosienie, Sejny, Szaki, Szawle, Taurogi, Telsze, Uciana, Wiłkomierz, Wyłkowyszki.
Przyłączony w 1923 roku Kraj Kłajpedzki dzielił się na 3 powiaty: Kłajpeda, Szyłokarczma i Pojegi.

### Klimat
Klimat Litwy międzywojennej pozostawał pod wpływem zarówno Morza Bałtyckiego i Oceanu Atlantyckiego, jak i oddziaływania kontynentalnego z głębi Rosji. Średnia roczna temperatura wynosiła +6 °C. Średnia zimowa temperatura na zachodzie Litwy wynosiła –3 °C, na wschodzie –5 °C. Natomiast w lecie od +17 °C na zachodzie do +18,6 °C na wschodzie.
Opady wynosiły przeciętnie 600 mm rocznie, z tym, że na wschodzie kraju zazwyczaj nie przekraczały 550 mm, natomiast na zachodzie dochodziły do 650 mm. Rozłożenie opadów było nierównomierne. 1/3 przypadała na pierwszą połowę roku, 2/3 natomiast na 2 półrocze. Najsuchszymi miesiącami były maj i czerwiec.

### Rzeki i jeziora
Najważniejsze rzeki Litwy:
- Niemen – rzeka o długości 936 km z tego na Litwie 356 km
- Niewiaża – 214 km, szerokości 10–70 m oraz 1–3 m głębokości
- Wilia
- Dubissa – 144 km, 0,2–3 m głębokości
- Wenta – 352 km z czego na Litwę przypadało 105 km, 10–40 m szerokości i ok. 2 m głębokości.

Jeziora pokrywały 1% obszaru Litwy. Szczególnie dużo było ich na wschodzie kraju, nad Bałtykiem i na Żmudzi oraz w rejonie Simna.

### Lasy i bagna
Międzywojenna Litwa nie była krajem lesistym. Lasy zajmowały zaledwie 18,9% całej powierzchni kraju (1 051 200 ha). Największy obszar zajmowały lasy jodłowe (39%), następnie sosnowe (29%), osikowe i brzozowe (po 13%), olchowe (4%) i dębowe (2%). Do najbardziej zalesionych powiatów zaliczano koszedarski, uciański, mariampolski oraz rakiszkowski.
Bagna i mokradła zajmowały ok. 3% powierzchni Litwy. Szczególnie dużo było ich na wybrzeżu, w rejonie Szawli oraz na zachód od środkowego biegu Niemna.

### Bogactwa naturalne
Na skutek lodowcowego pochodzenia ziem litewskich państwo było ubogie w kopaliny – jedynymi bogactwami ziemnymi były torf, łupki bitumiczne, wapno i glina.

## Demografia

### Populacja
Populacja Litwy na podstawie spisów z 17 września 1923 r. (bez Kraju Kłajpedzkiego), 1 stycznia 1928 r., 1 stycznia 1932 r., 1 stycznia 1934 r. oraz 1 stycznia 1937 roku:
- 17 września 1923 – 2 028 960 w tym 970 tys. mężczyzn oraz 1 058 000 kobiet (w 1925 doliczono się 141 654 osób w kraju Kłajpedzkim).
- 1 stycznia 1928 – 2 286 368 w tym 1 090 000 mężczyzn oraz 1 196 368 kobiet
- 1 stycznia 1932 – 2 393 983 w tym 1 147 742 mężczyzn oraz 1 246 241 kobiet.
- 1 stycznia 1934 – 2 452 000 w tym 1 178 000 mężczyzn oraz 1 274 000 kobiet.
- 1 stycznia 1937 – 2 526 535 w tym 1 216 779 mężczyzn oraz 1 309 756 kobiet.

### Podział etniczno-narodowy i religijny
Pierwszy powszechny spis ludności w Republice Litewskiej odbył się dnia 17.09.1923 r. Według spisu Litwę zamieszkiwało 2 mln 29 tys. mieszkańców, w tym: Litwini – 1 701 900 (83,9% ogółu ludności), Żydzi – 153 700 (7,6%), Polacy – 65 600 (3,2%), Rosjanie – 50 500 (2,5%), Niemcy – 29 200 (1,4%), Łotysze – 14 300 (0,7%) oraz inne narodowości – 13 800 (0,7%).
Powyższe dane nie odpowiadały do końca prawdzie, co przyznawały nawet oficjalne czynniki wojskowe. Według kalendarzy wojskowych z lat trzydziestych Litwini stanowili 80,6%, Żydzi – 7,1%, Niemcy – 4,1%, Polacy – 3%, Rosjanie – 2,3%, inni – 2,9%.
Podział wyznaniowy na Litwie w poł. lat 30.:
- katolicy – 80,5% (Litwini stanowili 88% wszystkich katolików, Polacy zaś 12%),
- ewangelicy – 9,5%,
- wyznawcy judaizmu – 7,3%,
- staroobrzędowcy – 1,5%,
- prawosławni – 1%,
- inni – 0,2%.

### Urbanizacja
Międzywojenna Litwa była krajem wybitnie rolniczym. Na wsi mieszkało, według danych za 1923 r., 76,8% ludności (76,7% w 1931 r.), w miastach 15,9% (17% w 1931 r.), a w miasteczkach przeważnie o rolniczym charakterze 8,3% (6,3% w 1931 r.).
Przedwojenna Litwa miała 34 miasta i 253 miasteczka.
| Kowno      | 91 936 | 104 038 | 106 794 |
| Kłajpeda   | 32 152 | 37 814  | 38 545  |
| Szawle     | 21 240 | 23 900  | 24 687  |
| Poniewież  | 18 846 | 21 106  | 21 442  |
| Wiłkomierz | 10 599 | 11 500  | 11 763  |

### Polacy

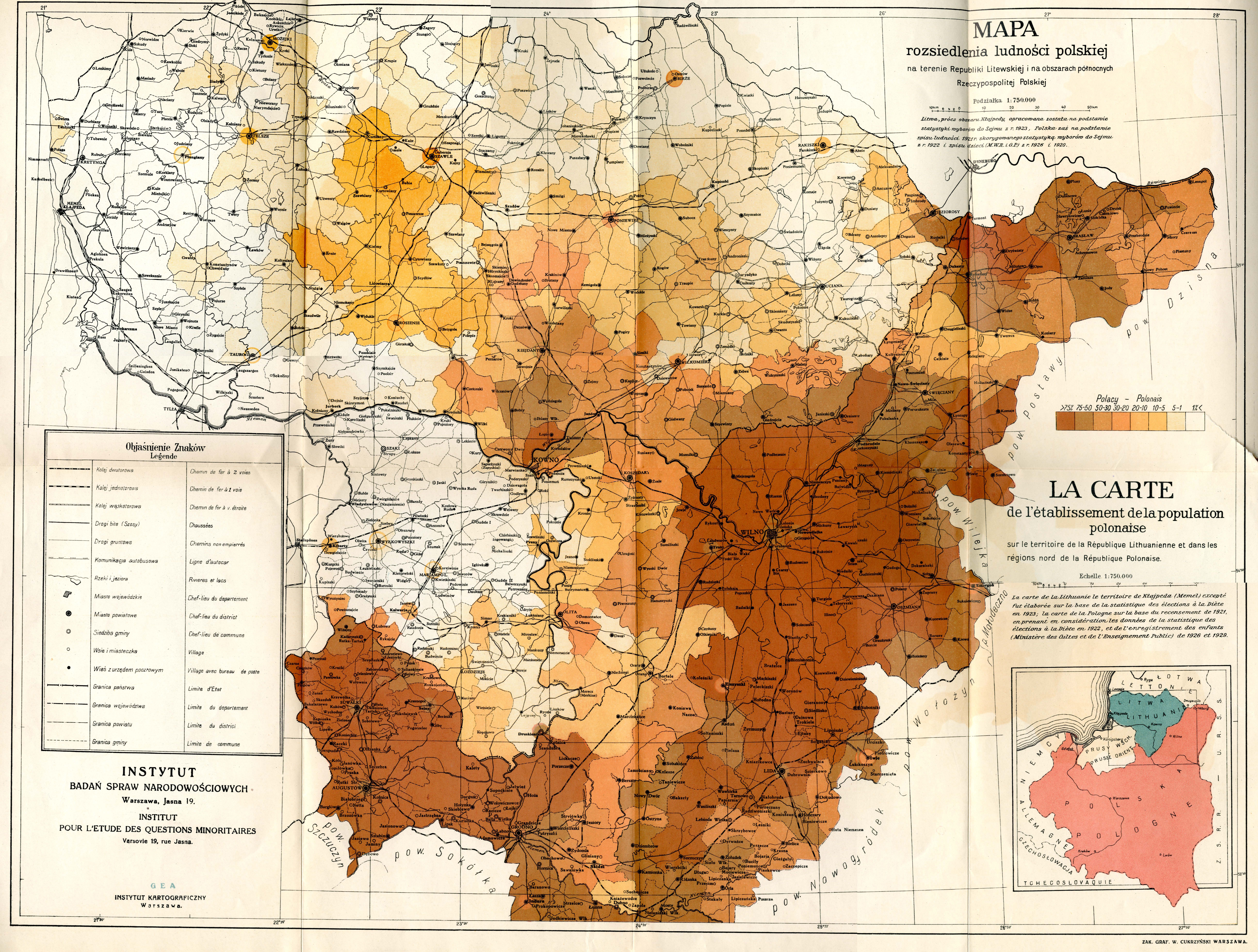
Mapa rozsiedlenia ludności polskiej na terenie Litwy na podstawie wyborów do parlamentu Litwy w 1923 r., spisu ludności w 1921 r. i wyborów do Sejmu w 1922 r.

Według oficjalnych danych z 1923 r. mniejszość polska na Litwie wynosiła 65 599 osób. Uważa się jednak, że były to dane zaniżone i liczba Polaków mieszkających w Republice oscylowała w okolicach 150 tys. Zaniżenie liczby Polaków, faktycznie żyjących na Litwie, widać zwłaszcza podczas wyborów do sejmu z 1922-1923 roku. Kiedy to na polską listę do sejmu głosowało 54–64 tys. wyborców. Dodatkowo o sile polskiej społeczności mogą świadczyć wybory do Rady Miejskiej w stołecznym Kownie z 1921 r., kiedy to Litwini zdobyli 17 mandatów, a Polacy i Żydzi odpowiednio 16 i 15. Choć z drugiej strony należy pamiętać, że wśród kandydatów polskich było dużo ludzi zamożnych i znanych mogących zyskiwać głosy także Litwinów. Niekoniecznie w takim razie na polską listę głosowali wyłącznie sami Polacy.
Na większości terenów Litwy Polacy stanowili niewielką grupę narodową, nieprzekraczającą 5% mieszkańców. Do wyjątków należały 3 obszary:
- w rejonie Jeziorosów (nad granicą łotewską), na obszarze ok. 800 km² mieszkało, ok. 8 tys. Polaków (26% wszystkich mieszkańców),
- w dolinie Wilii, koło Kowna i Kiejdan (tzw. Lauda), na obszarze 20 gmin o powierzchni 5 tys. km² mieszkało ok. 105 tys. Polaków (43% wszystkich mieszkańców). Najwięcej jednak przy granicy z Polską – w okolicy Szyrwint, Giedrojć i Janiszek (63–71% ogółu),
- w okolicy Sumiliszek i Hanuszyszek (20–30% mieszkańców).

## Stosunki z Polską i kwestia Wilna
Stosunki polsko-litewskie były złe, główną przyczyną był spór o przynależność Wilna. Oba państwa formalnie znajdowały się w stanie wojny, a wszelkie stosunki dyplomatyczne, gospodarcze i obywatelskie zostały zerwane. Wilno było konstytucyjną stolicą Litwy przez cały okres międzywojenny, a rząd tego kraju uznawał miasto za czasowo okupowane przez wroga i z jego odzyskania uczynił główną oś polityki państwa. Z tego powodu głównymi sojusznikami Litwy kowieńskiej stały się Niemcy i ZSRR, a w polityce wewnętrznej dążono do całkowitego rugowania polskości pod względem kulturalnym, historycznym, językowym i gospodarczym.
W okresie swojego sprawowania władzy w Polsce Józef Piłsudski podejmował kilkukrotnie próby pojednania z Litwą kowieńską, jednak propozycje porozumienia zostały odrzucone lub zignorowane. Konflikt z Polską służył przez cały okres międzywojenny do mobilizowania i konsolidowania litewskiego społeczeństwa, tłumaczenia niedoborów i niepowodzeń rządzących oraz marginalizowania wszystkich środowisk opowiadających się za porozumieniem. Politykę państwową popierał również litewski Kościół katolicki, który usuwał polskich duchownych z terenów zamieszkanych przez Polaków i przenosił ich w głąb Żmudzi.

## Siły zbrojne

### Możliwości mobilizacyjne
Według danych Oddziału II Sztabu Generalnego Wojska Polskiego z roku 1930 liczba mężczyzn w przedziale wieku 20–45 lat zdolnych do noszenia broni wynosiła 35% całej męskiej populacji tj. ok. 380 tys. ludzi (według danych litewskich z 1 stycznia 1928 r. mężczyźni stanowili 48% populacji tj. 1.090.000). Z czego przeszkolone rezerwy szacowano na ok. 180 tys. ludzi. Z tej liczby można było powołać armię złożoną z 6 dywizji piechoty.
Należy też podkreślić, że 1 stycznia 1930 r. wygasła regulacja prawna, która gwarantowała mieszkańcom Kraju Kłajpedzkiego zwolnienie od służby wojskowej.

### Możliwości obronne
Słabości obronne Litwy:
- Niewielki potencjał demograficzny w stosunku do sąsiadów (wyłączając Łotwę).
- Brak naturalnych zapór i przeszkód terenowych. Jedyną większą przeszkodą terenową była rzeka Niemen na przestrzeni 41 km granicy z Polską i 113 km z Niemcami.
- Brak środków budżetowych. Z tego powodu władze w Kownie, do roku 1940, nie wybudowały żadnych poważniejszych fortyfikacji nadgranicznych.
- Mniejszości narodowe i komuniści. Tyczyło się to zwłaszcza Niemców (powstanie kłajpedzkie) i Polaków.

## Gospodarka
Zatrudnienie:
- rolnictwo – 77%,
- przemysł (szeroko pojęty) – 7,5%,
- handel – 2,5%,
- inne gałęzie (wolne zawody, administracja itd.) – 13%.

### Rolnictwo
Struktura użytkowania ziemi:
- ziemia orna – 49,1% (2 734 600 ha),
- łąki i pastwiska – 20,5% (1 140 000 ha),
- lasy – 18,9% (1 051 000 ha),
- sady – 0,7% (38 300 ha),
- inne – 2,4% (135 900 ha),
- nieużytki – 8,4% (466 800 ha).

## Transport i łączność
Całością spraw w dwudziestoleciu międzywojennym dotyczących komunikacji (drogowej, kolejowej, rzecznej, morskiej i lotniczej oraz łącznością) zarządzało Ministerstwo Komunikacji.

### Transport drogowy[15]
W odrodzonym państwie litewskim większość dróg kołowych stanowiły polne trakty. W 1929 roku długość szos wynosiła tylko 1701 km co dawało wskaźnik na poziomie 3,1 km na 100 km² obszaru kraju (dla porównania w byłej Kongresówce wskaźnik ten wynosił 7 km na 100 km²). Pod koniec lat 20. powstał olbrzymi plan zmiany tychże stosunków. Planowano wybudowanie 3000 km nowych szos, przeznaczając na ten cel 3–4 mln litów rocznie. Ubogość Republiki Litewskiej oraz niedostatek czasu spowodowały niezrealizowanie tych planów. Jednakże należy zaznaczyć, że na tym polu nastąpił jednak wyraźny postęp. W 1939 roku na Litwie było 44 470 km dróg, z tego 1881 km szos, 12 700 km dróg utwardzonych i 30 000 km traktów polnych.
Dopiero w latach 30. rozwinął się na Litwie ruch autobusowy. W 1932 r. były 362 autobusy, aż 55 marek i typów. W 1934 r. łączna długość linii autobusowych wynosiła 5399 km.
Ruch samochodowy był w powijakach. W 1932 r. na Litwie było (bez sprzętu wojskowego) zarejestrowanych 1271 samochodów osobowych, 431 ciężarowych i 1208 motocykli. Do 1939 r. stan ten wzrósł odpowiednio do 4492 (osobowe i ciężarowe), 1328 motocykli i 432 traktorów. Pojazdy te mogły się zaopatrywać w paliwo na 170 stacjach paliw oraz w 54 składach naftowych.

### Transport kolejowy[16]
W chwili powstania sieć kolejowa na Litwie była uboga i niekorzystnie rozmieszczona. W 1924 r. długość normalnotorowych (szerokość europejska) linii kolejowych wykorzystywanych na Litwie wynosiła 1138 km z tego tylko linie Wierzbołów – Kowno – Szawle (244 km) i Kowno – Jewie (63 km) były dwutorowe.
Dzięki prowadzonym pracom powoli wzrastała długość linii. I tak w 1932 r. ogólna długość linii normalnotorowych wzrosła do 1189 km, natomiast spadła długość linii dwutorowych do 229,5 km. Pod koniec lat 30. Litwa posiadała 1838 km linii normalnotorowych.
Powolnemu wzrostowi linii kolejowych towarzyszył regres taboru kolejowego.
| 1923 | 181 | 242 | 2466 |
| 1932 | 154 | 319 | 3870 |
| 1936 | 160 | 318 | 3912 |

Pod koniec lat 30. państwowa kolej zatrudniała 6500 pracowników.
Do powyższych danych należy jeszcze dodać fakt istnienia linii wąskotorowych odziedziczonych przez Litwę. W 1924 r. łączna długość linii wynosiła 614 km, z czego w eksploatacji było 583 km. W kolejnych latach nastąpił spadek długości do poziomu 507 km (eksploatowane 422 km), po czym sytuacja uległa poprawie i w 1937 r. długość tych linii wzrosła do 599 km.
| 1924 | 71 | 100         | 461 |
| 1936 | 79 | brak danych | 578 |

### Transport rzeczny i morski[17]
Łączna długość rzek nadających się do spławu wynosiła 2876 km. Natomiast łączna długość żeglownych dróg wodnych wynosiła 449 km (pod koniec 1939 – 613 km) z czego na rzekę Niemen przypadało 419 km. Poważnym problemem pozostawał brak uregulowania, poza Niemnem, cieków. Główną arterią komunikacyjną pozostawał Niemen. Od Kowna w dół nurtu można było pływać statkami o wyporności dochodzącej do 100 ton.
Flota rzeczna była niewielka, tworzyły ją:
- 23 parowce (łączny tonaż 921 t),
- 29 holowników (3087 t),
- 225 statków płaskodennych (1387 t),
- 2211 żaglowców (1135 t),
- 134 barki (32 974 t).

Podobnie sprawa wyglądała z transportem morskim. Flota morska Litwy była niewielka. Składały się na nią:
- 6 statków handlowych (łączny tonaż 5 tys. BRT),
- 6 holowników (234 t),
- 36 małych statków (330 t),
- 12 żaglowców (31 t).

Głównym portem Litwy pozostawała w latach 1923–1939 Kłajpeda, a po jej utracie – Połąga. W 1939 r. podjęto nieukończone prace mające na celu wybudowanie nowego portu, o nazwie Święta, przy ujściu rzeki Świętej.

### Transport lotniczy[18]
W połowie lat 30. na Litwie były tylko 3 główne lotniska:
- w Kownie – jedyne lotnisko włączone do międzynarodowej sieci lotnisk,
- pod Szawlami,
- w Kłajpedzie.

W dwudziestoleciu międzywojennym przez niebo Litwy przechodziły dwie linie lotnicze: Królewiec – Tylża – Ryga (bez lądowania) oraz Królewiec – Moskwa (z lądowaniem w Kownie).

### Łączność[19]
Centralnym organem zarządzającym łącznością był Departament Poczt i Telegrafu Ministerstwa Komunikacji.
Sieć pocztowa, telefoniczna i telegraficzna była słabo rozwinięta. W 1932 r. na Litwie było tylko 547 urzędów i agencji pocztowych (99 urzędów z telegrafem i telefonem, 165 z telefonem, 183 agencje pocztowe z telefonem i 100 agencji bez telefonu). W 1935 r. urzędów pocztowych było już 613, zaś długość linii wynosiła 9943 km. 2 lata później było już odpowiednio 661 urzędów i 11 184 km linii.
Na Litwie było 16 756 abonentów telefonicznych.

## Oświata[20]
Poziom analfabetyzmu na Litwie według danych za lata 1918–1940:
- 1918 – 44% mieszkańców było analfabetami (największym współczynnikiem analfabetyzmu odznaczały się powiaty koszedarski – 51,7%, poniewieski – 39,5% i birżański – 32,5%),
- 1926 – 33%,
- 1940 – 14–15%.

Obowiązek powszechnej nauki w szkołach dla dzieci wprowadzono dopiero w 1930 roku. Gros ludności umiał pisać i czytać po litewsku. Duża była również znajomość języka polskiego, rosyjskiego i wśród Żydów języka jidisz.
Szkoły akademickie:
- Uniwersytet Witolda Wielkiego w Kownie (wydziały – teologiczno-filozoficzny, prawny, humanistyczny, matematyczno-przyrodniczy, medyczny i techniczny). Personel Uniwersytetu liczył w 1937 roku 297 osób. Rokrocznie studiowało w nim ok. 3–4 tys. studentów. Bardzo niewielu kończyło studia. W latach 1922–1940 dyplomy uzyskało zaledwie 3775 osób, głównie prawnicy i lekarze.
- Akademia Rolnicza w Datnowie koło Kiejdan,
- Akademia Weterynaryjna w Kownie.